# Бразильсько-італійські відносини
Бразильсько-італійські відносини - двосторонні міжнародні відносини між Бразилією та Італією. Країни підтримують дружні відносини, важливість яких ґрунтується на історії італійської міграції до Бразилії. Приблизно 31 мільйон бразильців – 15% населення країни – заявили про своє італійське походження. Таким чином, Бразилія — друга у світі країна після Італії за чисельністю людей з італійським корінням. Крім того, Сан-Паулу - місто з найбільшим італійським населенням у світі. Держави належать до таких організацій: Велика двадцятка, Організація Об'єднаних Націй та Світова організація торгівлі.

## Історія
У вересні 1822 Бразилія оголосила про свою незалежність від Португалії.
У 1826 герцогство Парма визнало незалежність Бразилії, а в 1827 до Бразилії прибув посол Королівства обох Сицилій.
У 1836 майбутній об'єднувач Італії Джузеппе Гарібальді поїхав у вигнання до Бразилії і брав участь у сепаратистському русі бразильського штату Ріу-Гранді-ду-Сул.
У 1861 бразильський імператор Педру II визнав Королівство Італія за короля Віктора Еммануїла II.
У листопаді 1861 Італія відкрила дипломатичну місію в Ріо-де-Жанейро.
У жовтні 1871 імператор Педру II вирушив до Італії в рамках свого європейського турне.
В 1875 Бразилія, яка бажала збільшити своє населення, почала заохочення імміграції і створила «колонії» в сільських районах. Почалася масова міграція італійців до Бразилії: з 1880 по 1920 туди іммігрувало понад мільйон італійців.

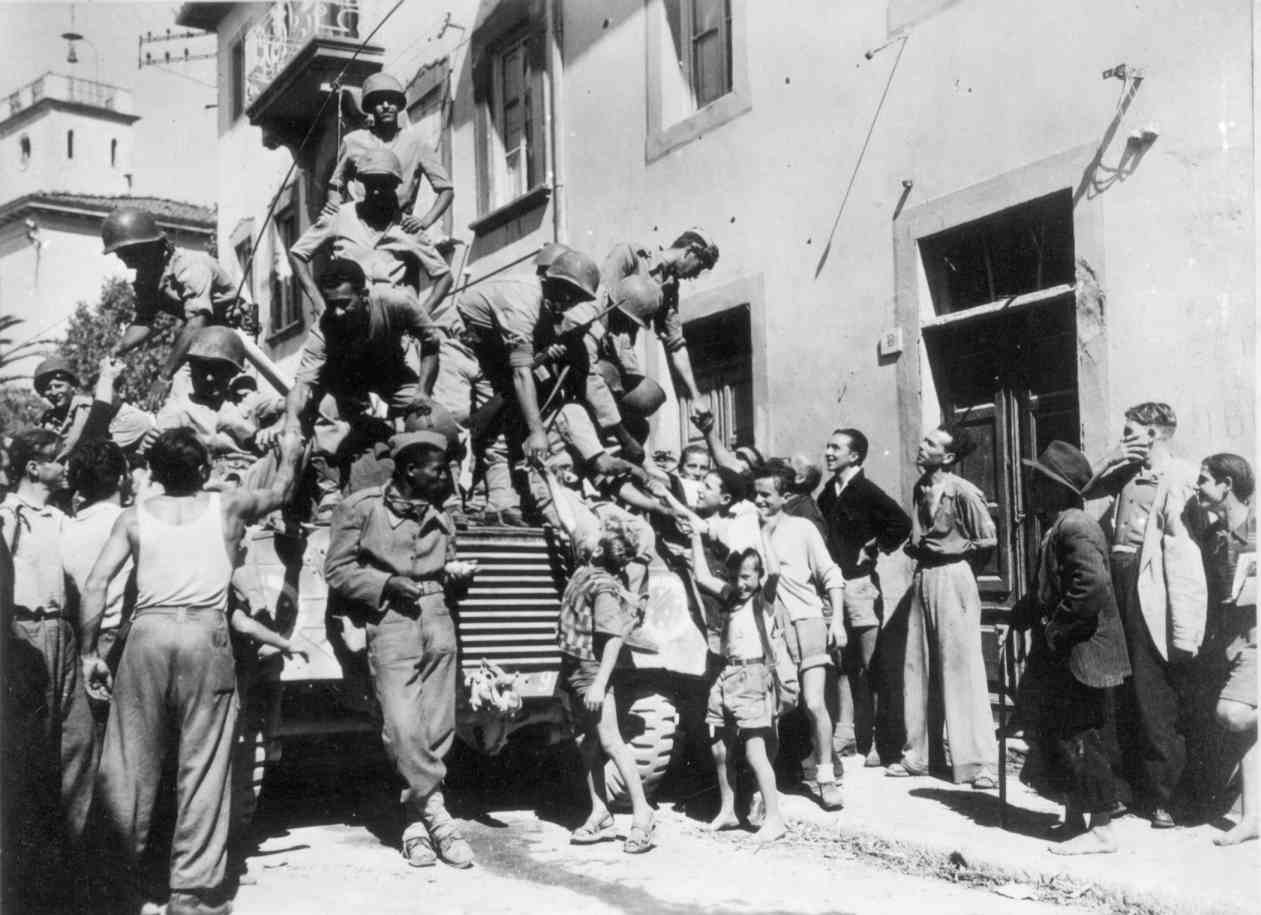
Бразильські солдати у місті Массароза; вересень 1944

У роки Першої світової війни Центральні держави регулярно топили бразильські торгові судна, потім у відповідь Бразилія оголосила їм війну. Бразилія стала єдиною країною Латинської Америки, яка взяла активну участь у війні: зокрема, вона відправила 8 військових кораблів до європейських берегів. Після закінчення війни і Бразилія, і Італія брали участь у підписанні Версальського договору.
У 1939 почалася Друга світова війна, в якій Бразилія спочатку зберігала нейтралітет. Однак у 1942 німецькі підводні човни затопили шість бразильських кораблів і у відповідь Бразилія оголосила війну Німеччині та Італії. Бразильський експедиційний корпус чисельністю 23 000 солдатів брав участь в Італійській кампанії. В 1944 Бразилія повністю відновила дипломатичні відносини з Італією.
Після закінчення світових воєн, Бразилія та Італія зміцнили свої відносини, уклавши кілька двосторонніх угод, таких як Угода про міграцію (1977); Угода про уникнення подвійного оподаткування (1979); Договір про екстрадицію(1989); Договір про правове співробітництво у кримінальних справах (1993); Угода про науково-технічне співробітництво (1997) та ін. Обидві країни беруть активну участь у справах міжнародних організацій, а лідери Італії регулярно наносять офіційні візити до Бразилії, і навпаки.

## Візити на високому рівні

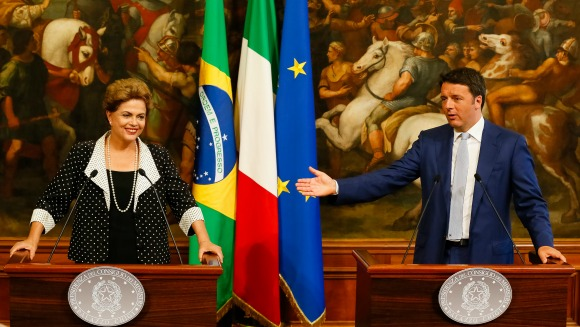
Колишній президент Ділма Русеф та колишній прем'єр-міністр Маттео Ренці в Римі

Візити високого рівня з Бразилії до Італії
- Президент Фернанду Колор де Мелу (1990)
- Президент Фернандо Енріке Кардозу (1997)
- Президент Луїс Інасіу Лула да Сілва (2005, 2009)
- Президент Ділма Русеф (2013, 2015)

Візити високого рівня з Італії до Бразилії
- Президент Джузеппе Сарагат (1965)
- Президент Оскар Луїджі Скальфаро (1995)
- Президент Карло Адзельо Чампі (2000)
- Прем'єр-міністр Романо Проді (2007, 2009)
- Прем'єр-міністр Сільвіо Берлусконі (2010)
- Прем'єр-міністр Маттео Ренці (2016)

## Торгівля
У 2015 загальний обсяг торгівлі між Бразилією та Італією склав 7,4 мільярда доларів США. Італія входить до десятки найбільших торгових партнерів Бразилії у світі.
У 2013 італійські інвестиції в Бразилію склали 17,9 млрд. доларів США.
У Бразилії представлені італійські автовиробники, такі як Ferrari, Fiat та Lamborghini, а також італійські мода та продукти харчування. В Італії працюють бразильські компанії, такі як Embraer та сільськогосподарські компанії.
У 2000 країни-члени Меркосур (до якого входить Бразилія) та Європейського союзу (до якого входить Італія) розпочали переговори про угоду про вільну торгівлю.

## Транспорт
Між Бразилією та Італією є прямі рейси наступних авіакомпаній: Alitalia та LATAM Brasil.

## Постійні дипломатичні місії
- Бразилія має посольство в Римі[18] та генеральне консульство в Мілані[19].
- Італія має посольство в Бразиліа[20], генеральні консульства в Курітібі[21], Порту-Алегрі[22], Ріо-де-Жанейро[23], Сан-Паулу[24] та консульства в Белу-Орізонті[25] та Ресіфі[26].

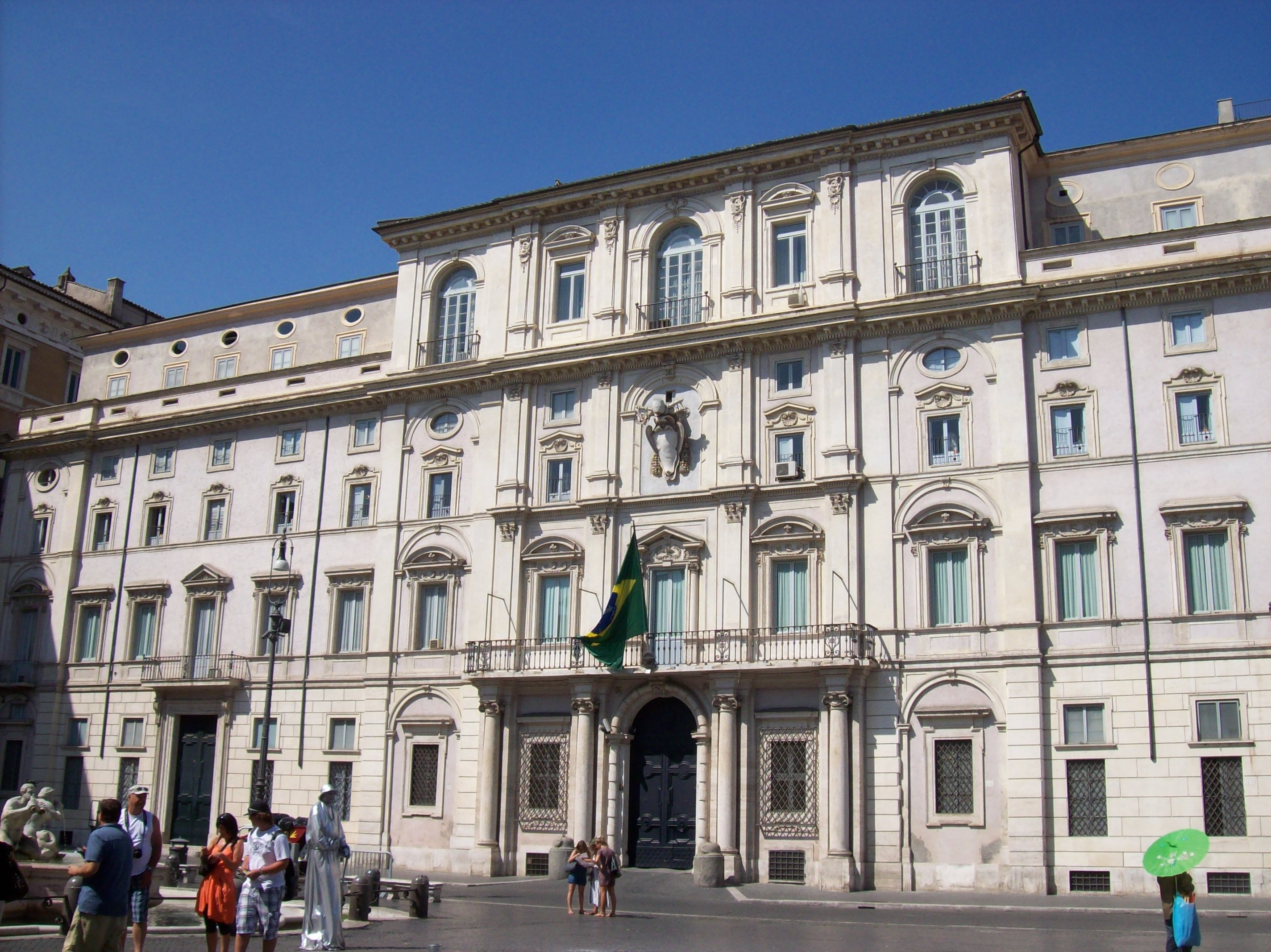
Посольство Бразилії у Римі
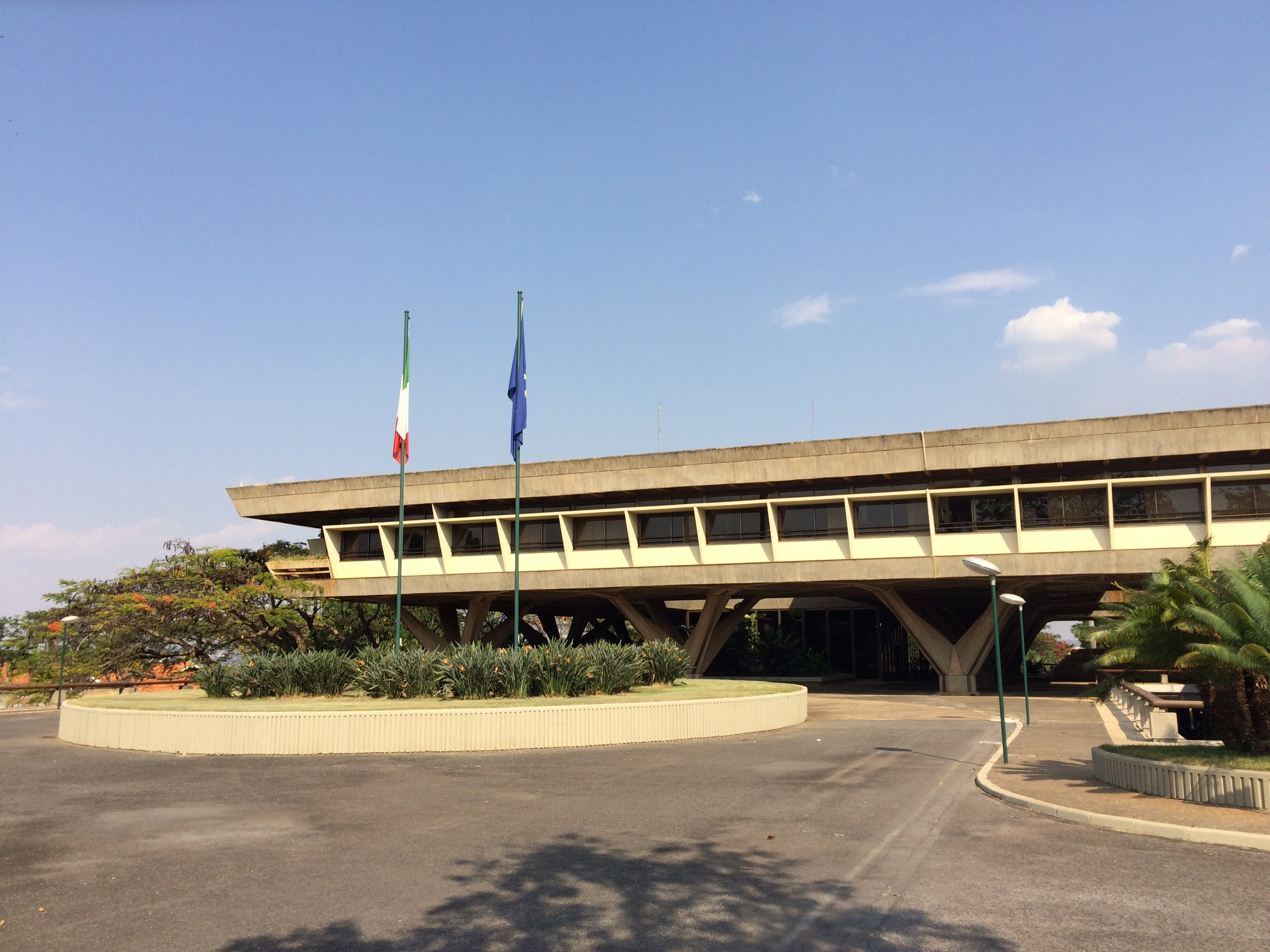
Посольство Італії в Бразиліа.
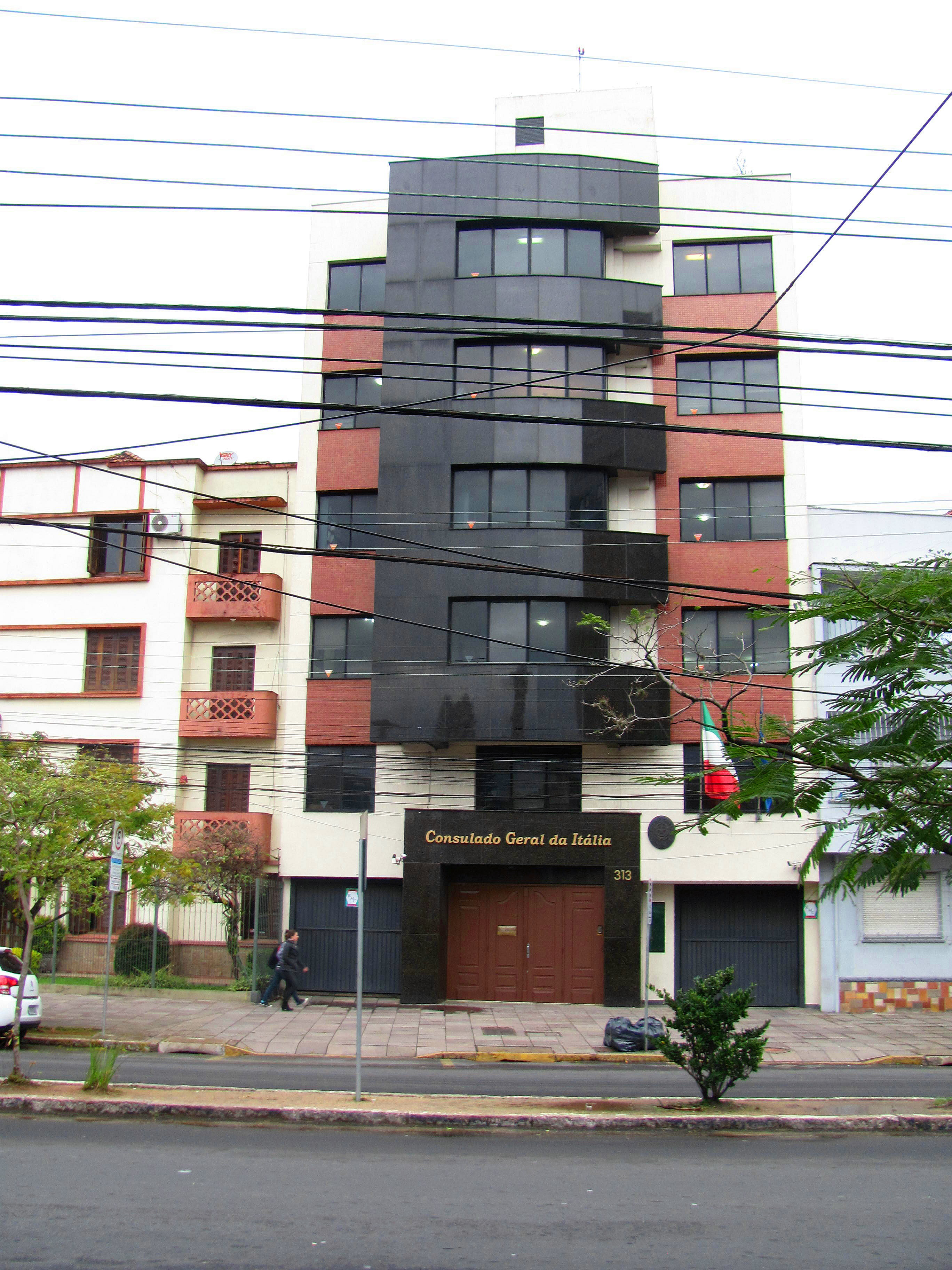
Генеральне консульство Італії в Порту-Алегрі
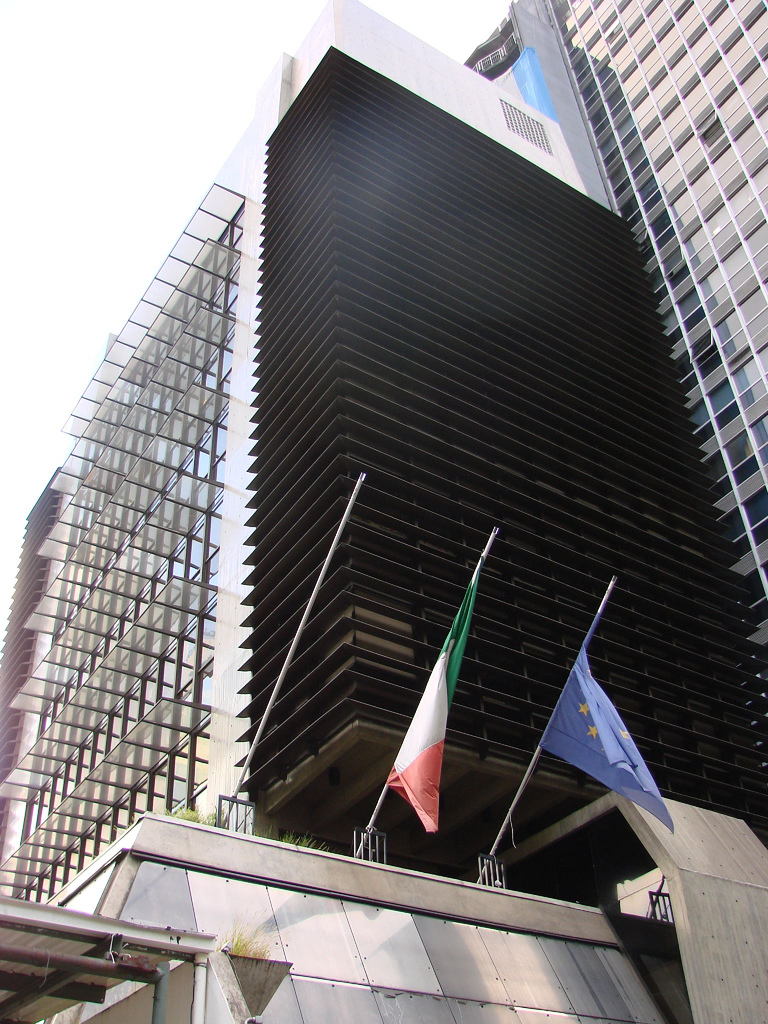
Генеральне консульство Італії у Сан-Паулу